# Убийство Элизабет Шорт
Элизабет Шорт (англ. Elizabeth Short; 29 июля 1924 года — примерно 14—15 января 1947 года), известная под прозвищем англ. the Black Dahlia (варианты перевода: Чёрная Георгина, Чёрный Георгин, Чёрная Орхидея) — американка, найденная убитой 15 января 1947 года в районе Леймерт-Парк в Лос-Анджелесе. Её дело получило широкую огласку благодаря жуткому характеру преступления, которое включало в себя расчленение её трупа по талии.
Уроженка Бостона, Шорт провела ранние годы жизни в Новой Англии и Флориде, а затем переехала в Калифорнию, где жил её отец. Принято считать, что Шорт была начинающей актрисой, хотя у неё не было известных на данный момент актёрских заслуг или работ в индустрии во время её пребывания в Лос-Анджелесе. Прозвище «Чёрный Георгин» она получила посмертно благодаря журналистам, которые писали о её убийстве в газетах; возможно, этот термин возник благодаря нуар фильму «Синий георгин», вышедшему в 1946 году. После обнаружения её тела Департамент полиции Лос-Анджелеса (LAPD) начал масштабное расследование, которое выявило более 150 подозреваемых, но не привело к арестам.
Нераскрытое убийство Шорт и связанные с ним детали надолго завладели массовой культурой, породив различные теории и общественные спекуляции. Её жизнь и смерть стали основой для многочисленных книг и фильмов, а её убийство часто упоминается как одно из самых известных нераскрытых убийств в истории Америки, а также как одно из самых старых нераскрытых дел в округе Лос-Анджелес. Кроме того, историки считают его одним из первых крупных преступлений в Америке после Второй мировой войны, которое привлекло внимание всей страны.

## Биография

### Детство
Элизабет Шорт родилась 29 июля 1924 года в городе Хайд-Парк, штат Массачусетс, и воспитывалась вместе с четырьмя сёстрами одной матерью Фиби Мэй Сойер. В 19 лет переехала в Лос-Анджелес, Калифорния, к своему родному отцу Клео Шорту, бросившему семью, с которым у неё, однако, не сложилось взаимоотношений. После непродолжительных скитаний Шорт перебралась в Санта-Барбару, где была арестована за распитие спиртного в несовершеннолетнем возрасте и отправлена назад в Массачусетс. Последующие несколько лет она жила преимущественно во Флориде, где зарабатывала деньги официанткой.
Во Флориде она встретила майора ВВС Армии США Мэттью Майкла Гордона-младшего, о котором она рассказывала своим друзьям как о своём женихе: сам Гордон находился на лётных учениях в Индии, откуда писал Шорт письма. 10 августа 1945 года Гордон погиб в авиакатастрофе, прежде чем смог вернуться в США и жениться на Шорт. Позже Шорт утверждала, что она и Гордон уже находились в браке на момент его смерти и что у них был ребёнок, который умер в младенчестве. Факт помолвки как минимум подтверждался сослуживцами Гордона; тем не менее после убийства Шорт семья Мэттью Гордона всячески отрицала их связь.
В 1946 году Шорт вернулась в Калифорнию, чтобы повидаться со своим прежним возлюбленным — лейтенантом Гордоном Фиклингом, с которым она познакомилась во Флориде. Оставшиеся шесть месяцев своей жизни она оставалась в южной Калифорнии, по большей части в Лос-Анджелесе, останавливаясь в гостиницах, на съёмных квартирах и в частных домах, нигде не задерживаясь дольше пары недель.
Элизабет Шорт видели живой последний раз 9 января 1947 года в фойе гостиницы «Билтмор» (Biltmore Hotel), расположенной в центральной части Лос-Анджелеса. На тот момент Шорт исполнилось 22 года.

## Убийство
15 января 1947 года изуродованное тело Элизабет Шорт было найдено на бесхозном земельном участке по Саут-Нортон Авеню в Леймерт-Парке, недалеко от границы города Лос-Анджелес. Тело было разделено на две части в районе талии и расчленено (были удалены наружные и внутренние половые органы, а также соски). Рот женщины был изуродован улыбкой Глазго.
Убийца Элизабет Шорт так и не был найден полицией, и «дело Чёрной Георгины» до сих пор остаётся нераскрытым. Сама Шорт была захоронена на кладбище Маунтин Вью в калифорнийском городе Окленде, а не в Массачусетсе (потому что её старшая сестра жила в Беркли, а также потому, что, по её словам, «Элизабет любила Калифорнию»).

## Следствие
Сразу после обнаружения тела Элизабет Шорт в полицию обратился целый ряд лиц, заявлявших, что они видели девушку в период между её последним появлением на людях 9 января и обнаружением её тела. Однако каждый раз оказывалось, что свидетели по ошибке принимали за Шорт других женщин (ни один из обратившихся в полицию не знал Шорт при жизни).
Средства массовой информации, широко освещавшие преступление, сообщили, что Шорт незадолго до смерти получила прозвище Чёрная Георгина (своего рода обыгрывание популярного тогда кинофильма «Синий георгин» с Аланом Лэддом и Вероникой Лейк в главных ролях). Лос-анджелесская полиция не раз заявляла, что пресса придумала эту историю только для того, чтобы «поярче» назвать дело об убийстве в своих статьях. В пользу этого говорил и тот факт, что люди, знавшие Шорт при жизни, никогда не слышали о таком её прозвище.
Кроме того, по официальному заявлению окружного прокурора города Лос-Анджелес и вопреки многочисленным псевдодокументальным расследованиям, называвшим жертву «девушкой по вызову», Элизабет Шорт не являлась проституткой.
Другим популярным мифом были якобы неразвитые с рождения гениталии Шорт, вследствие чего она не была способна вступать в половые связи. В материалах дела окружной прокуратуры города Лос-Анджелес присутствуют стенограммы допросов трёх мужчин, с которыми Шорт имела сексуальную связь (в том числе одного полицейского сотрудника из Чикаго). Итоговые материалы дела свидетельствуют о том, что Шорт имела «нормально развитые репродуктивные органы». В результатах аутопсии также констатирован тот факт, что на момент убийства Шорт не была беременна (а также вообще не беременела и не рожала).
Расследование убийства Элизабет Шорт лос-анджелесской полицией с привлечением ФБР стало самым продолжительным и масштабным в истории правоохранительных органов США. Из-за сложности дела оперативники первоначальной следственной группы брали на подозрение каждого человека, так или иначе знакомого с Элизабет Шорт. В подозреваемых оказалось несколько сотен человек, несколько тысяч было допрошено. Сенсационные и порой полностью сфальсифицированные репортажи освещавших расследование журналистов, равно как и ужасающие подробности совершённого преступления, привлекли пристальное внимание общественности. Около 60 человек признались в этом убийстве (среди них несколько женщин). 22 человека в разные периоды следствия объявлялись убийцами Элизабет Шорт.
Бывший детектив полиции Лос-Анджелеса Стив Ходел в 1999 году нашёл среди вещей покойного отца фотографии Элизабет Шорт и взялся расследовать преступление с нуля, копаясь в опросах свидетелей и газетных архивах. Он добился, чтобы ФБР предоставило ему материалы об убийстве, а также информацию, собранную о его отце, которого, как оказалось, уже тогда подозревали, но не смогли собрать достаточно доказательств. Историю своего расследования, подтвердившую виновность Джорджа Ходела, детектив изложил в ряде книг. Тем не менее, другие следователи его версию не поддержали.

## В массовой культуре
- Известный автор детективов Джеймс Эллрой на основе убийства Элизабет Шорт написал в 1987 году роман «The Black Dahlia» (в переводе на русский издан под названием «Чёрная Орхидея»[3]). Эта книга стала первой из его цикла L.A. Quartet, описывающего нравы Голливуда 1940-х и 1950-х годов, а также царившие там коррупцию и разврат.
- В 2006 году вышла экранизация романа Эллроя под тем же названием (в российском прокате под названием «Чёрная орхидея»). Режиссёром выступил Брайан Де Пальма. В роли Элизабет Шорт — канадская актриса Миа Киршнер. В остальных ролях снялись популярные актёры Джош Хартнетт, Аарон Экхарт, Скарлетт Йоханссон, а также дважды обладательница премии «Оскар» Хилари Суонк.
- В 2002 году рок-певец Мэрилин Мэнсон выпустил серию акварельных картин, основанных на убийстве Шорт. Существуют песни об Элизабет Шорт в исполнении таких коллективов, как Anthrax, Lamb of God, Hollywood Undead, а также Лизы Марр и Боба Белдена. Существует также дет-метал-группа под названием The Black Dahlia Murder.
- В августе 2006 года на сайте Variety появилось сообщение о том, что кинокомпания «New Line Cinema» приобрела права на экранизацию другой книги об убийстве Чёрной Георгины — романа с названием «Black Dahlia Avenger», написанного Стивом Ходелом.
- Отсылки к этому убийству много раз появляются в детективной видеоигре 2011 года «L.A. Noire», где главный герой также расследует жестокие убийства женщин в Лос-Анджелесе 40-х годов[7].
- В сериале «Американская история ужасов» присутствует героиня с историей, основанной на деле Элизабет Шорт, которую играет актриса Мина Сувари.
- В сериале «Вечность» рассказывается про серийного убийцу-подражателя, совершающего такое же преступление в наше время.
- Ирландская певица Aine Cahill записала песню Black Dahlia, вдохновлённую историей Элизабет Шорт.
- История Элизабет Шорт упоминается в 5 серии 8 сезона сериала «Кости».
- В 2018 году режиссёр Петти Джекинс сняла для канала TNT сериал «Имя мне Ночь», основанный на автобиографической книге «One Day She’ll Darken» Фауны Ходел, опубликованной в 2008 году. Главная героиня пытается разобраться в загадочном прошлом своей семьи, связанном с убийством Элизабет Шорт[8].
- В фильме «Человек-паук: Вдали от дома» главный герой Питер Паркер дарит своей возлюбленной Эм-Джей украшение под названием «Чёрный георгин», ссылаясь на известное убийство.
- В компьютерной игре 2012 года выпуска «Skullgirls» есть играбельный персонаж с именем «Чёрный Георгин»[9][значимость факта?].
- Сюжет компьютерной игры 1998 года «Black Dahlia» частично основан на убийстве Элизабет Шорт. В игре убийство девушки связывается с нацистами и оккультными ритуалами.
- В сериале «Уэнздей» учитель ботаники мисс Торнхилл дарит главной героине Уэнсдей Аддамс, цветок черного георгина, после чего главная героиня признается что это ее любимое не раскрытое убийство. Так же в сериале этот цветок служит намёком на главного злодея.
- В 2023 году вышел видеоклип американской певицы Ланы Дель Рей и композитора Джона Батиста на песню «Candy Necklace» с альбома «Did You Know That There’s a Tunnel Under Ocean Blvd», в котором Дель Рей предстает в образах Элизабет Шорт и Мэрилин Монро. Режиссером музыкального видео выступил Рич Ли. Лана Дель Рей сказала про видеоклип следующее: «Там будет черная орхидея, с которой мы дойдем до конца» (англ. «It’s gonna be giving meta black dahlia with a where do we go from here ending»), что отсылает на одно из прозвищ Шорт — Черная Орхидея (The Black Dahlia)[10].
- В 2024 г. вышел роман автора детективов Майкла Коннели "Ожидание", в котором раскрытие убийства Элизабет Шорт является одной из сюжетных линий.[11]